# Casa Branca (Sousel)
Casa Branca is een plaats (freguesia) in de Portugese gemeente Sousel en telt 1392 inwoners (2001).